# Chiesa di Gesù Divino Maestro
La chiesa di Gesù Divin Maestro è un luogo di culto cattolico di Roma, situato nel quartiere Columbus di Balduina (Trionfale).

## Storia

Il cardinale Luigi Traglia alla cerimonia di benedizione della prima pietra della Chiesa

Essa è stata costruita tra il 1966 e il 1967 su progetto dell'architetto Carlo Bevilacqua e inaugurata solennemente dal cardinale Luigi Traglia con consacrazione il 30 settembre 1967.
La chiesa è sede parrocchiale, istituita il 2 marzo 1964 dal cardinale vicario Clemente Micara con il decreto Percrescente de die e affidata dapprima ai preti della diocesi di Brescia e poi, dal 1978 al clero diocesano romano.
Il territorio parrocchiale, è stato desunto da quello di San Fulgezio di via della Balduina, di  San Lino, di San Cipriano e di San Francesco d’Assisi a Monte Mario. Il riconoscimento agli effetti civili del provvedimento vicariale è stato decretato il 18 marzo 1963 dal Presidente della Repubblica Giovanni Gronchi.
Essa inoltre è sede del titolo cardinalizio di "Gesù Divin Maestro alla Pineta Sacchetti", istituito da papa Paolo VI il 29 aprile 1969: fu proprio il papa a volere questo titolo per la presenza nel territorio parrocchiale della Facoltà di Medicina e Chirurgia dell'Università Cattolica del Sacro Cuore. La chiesa ha ricevuto la visita di due pontefici: quella di Paolo VI il 2 aprile 1972, domenica di Pasqua, e quella di san Giovanni Paolo II il 15 dicembre 1991.
Nel 2006-2008 l'intero spazio interno della chiesa è stato oggetto di restauro ad opera del Progetto Arte Poli, su disegno degli architetti Anna Maria Pepe e Maria Pia Pepe, con la realizzazione delle nuove vetrate e dei portali, della pavimentazione e il rifacimento dell'area presbiterale e del battistero.

## Descrizione

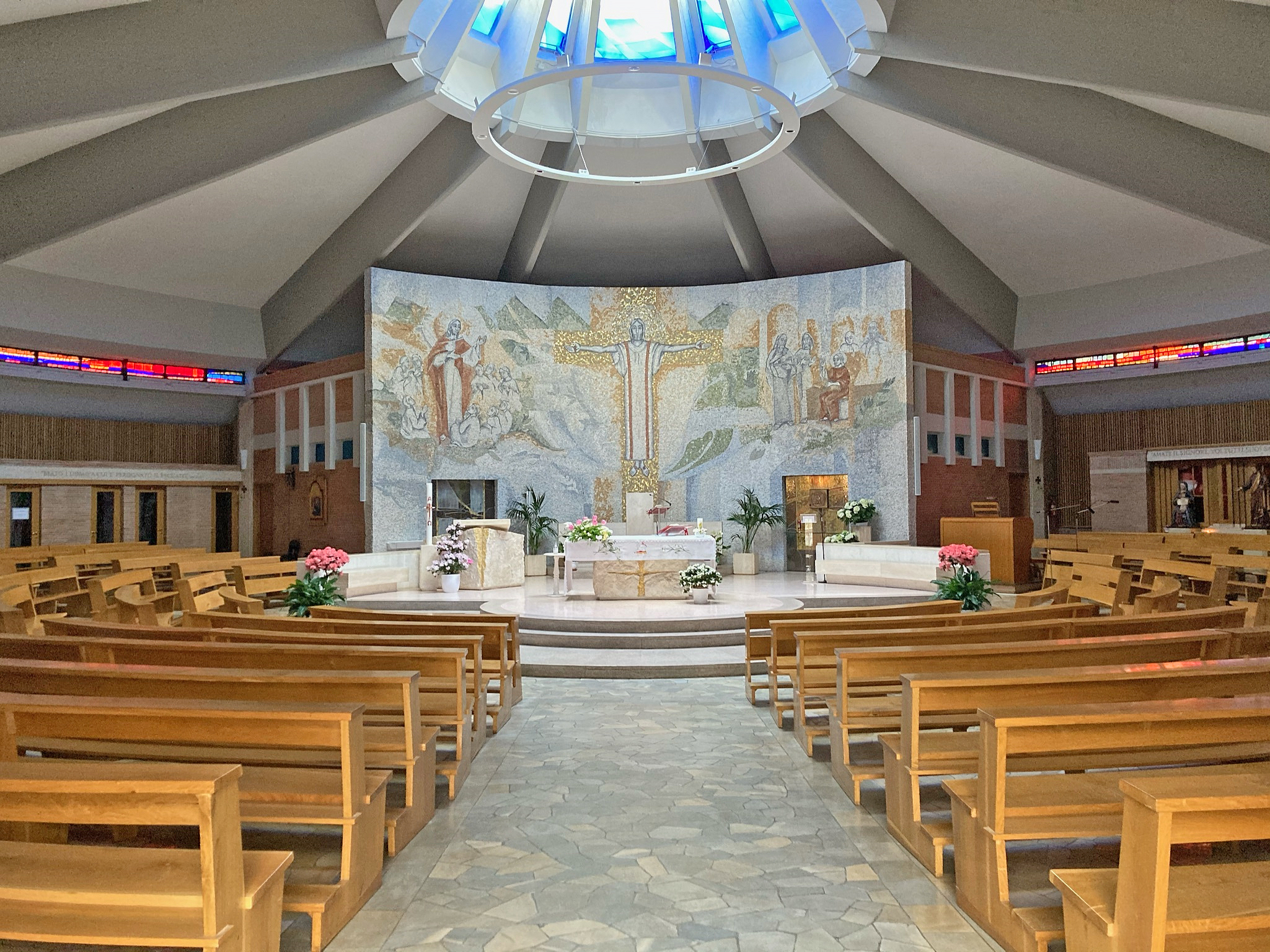
Interno

La chiesa è a pianta circolare ed è costituita da un unico ambiente al centro del quale, esternamente, si eleva la torre campanaria che ospita un concerto di 5 campane in Sol3. La copertura, in corrispondenza dell'ingresso, si protrae verso l'esterno andando a formare una pensilina che copre in parte il sagrato. Si accede alla chiesa tramite tre portali in bronzo con raffigurate a bassorilievo alcune Scene del ministero di Gesù; alla loro destra, la statua di Gesù Divino Maestro (in origine all'interno della chiesa, alle spalle dell'altare maggiore) e il corpo cilindrico del battistero, che riprende in chiave ridotta le forme dell'aula.
L'interno della chiesa è illuminato da basse vetrate poste nella parte sommale delle pareti esterne, e da un grande lucernario che si apre al centro del soffitto, al di sotto del campanile.

### Presbiterio
In corrispondenza del campanile si sviluppa il presbiterio, che presenta l'altare, l'ambone e la sede in marmo bianco e incisioni dorate. La parete di fondo (che suddivide l'area dalla retrostante cappella feriale e dal soppalco che accoglie l'organo a canne) è leggermente concava ed è interamente rivestita da un mosaico opera di Albano Poli servo in croce (al centro), sul monte delle Beatitudini (a sinistra) e dodicenne nel Tempio (a destra).

### Battistero
Dello stesso autore è il mosaico che adorna la parete interna del battistero, con (da sinistra a destra): il Battesimo di Gesù, l'Arca di Noè, il Passaggio del mar Rosso e Gesù e la Samaritana al pozzo, e al centro una scultura in bronzo raffigurante Cristo Risorto.

### Portali
L'esterno dei portali in bronzo posti all'entrata della chiesa sono decorati con bassorilievi in bronzo raffiguranti alcune scene del vangelo, tutte scene in cui è evidenziato il tema del perdono per chi ha peccato e si pente evidenziando il concetto di "Misericordia di Dio"
Le scene raffigurate sono la parabola del figlio prodigo, la pericope del buon pastore, la pericope dell'adultera, l'episodio di Zaccheo sul sicomoro, la crocifissione nel momento in cui Gesù perdona il ladrone e l'episodio del serpente di bronzo che cura gli ebrei morsi dai serpenti velenosi nel loro viaggio verso la terra promessa.

## Riconoscimenti
Nel 2011 il progetto ha vinto il Merit Award nella Categoria Liturgical/Iterior Design del concorso statunitense Faith and Form Award.